# Pfarrkirche Stuhlfelden

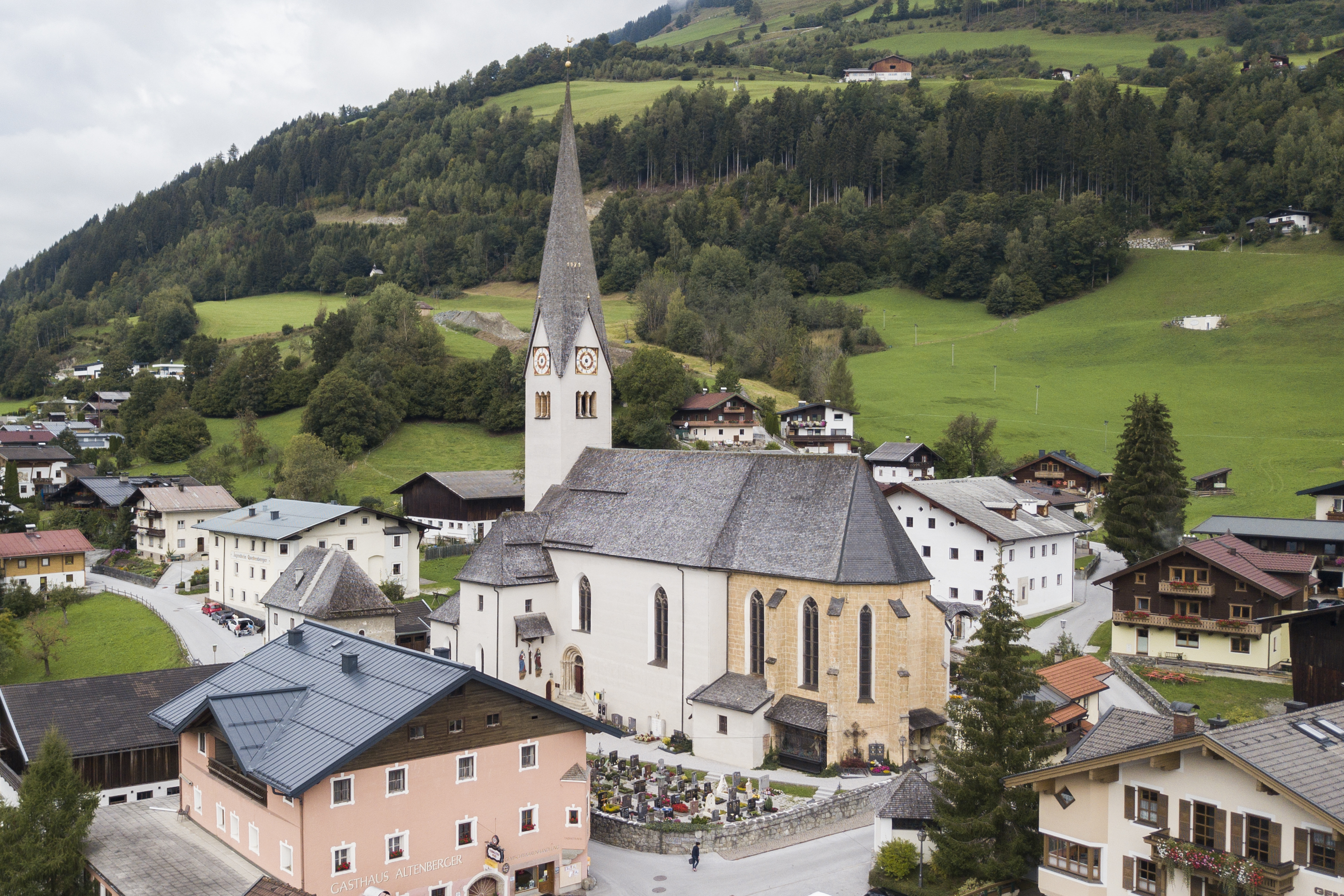
Katholische Pfarrkirche Mariä Himmelfahrt in Stuhlfelden

Die römisch-katholische Pfarrkirche Stuhlfelden steht in der Dorfmitte der Gemeinde Stuhlfelden im Bezirk Zell am See im Land Salzburg. Die dem Patrozinium Mariä Himmelfahrt unterstellte Pfarrkirche gehört zum Dekanat Stuhlfelden in der Erzdiözese Salzburg. Die Kirche und der Friedhof stehen unter Denkmalschutz (Listeneintrag).

## Geschichte

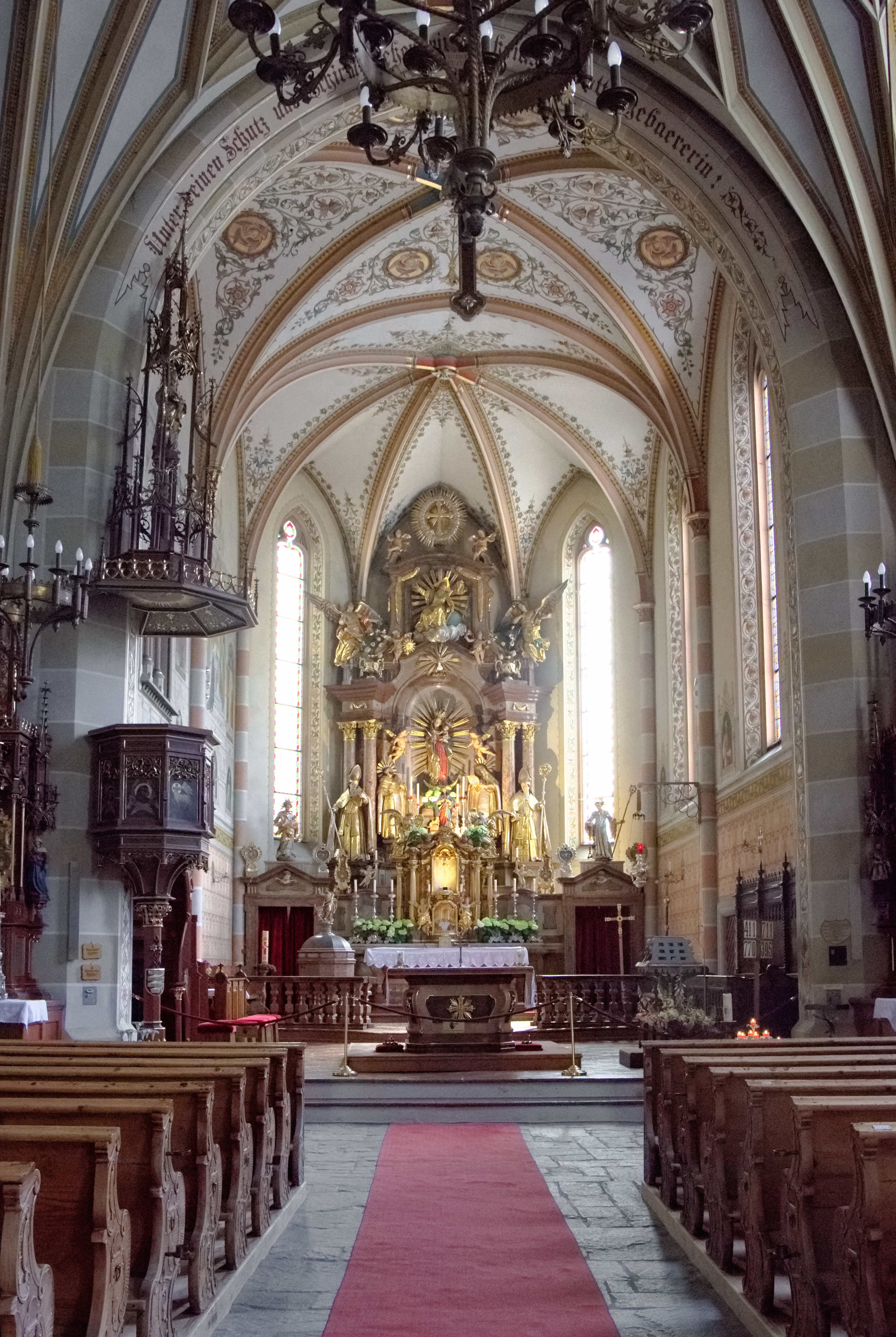
Blick zum Chor

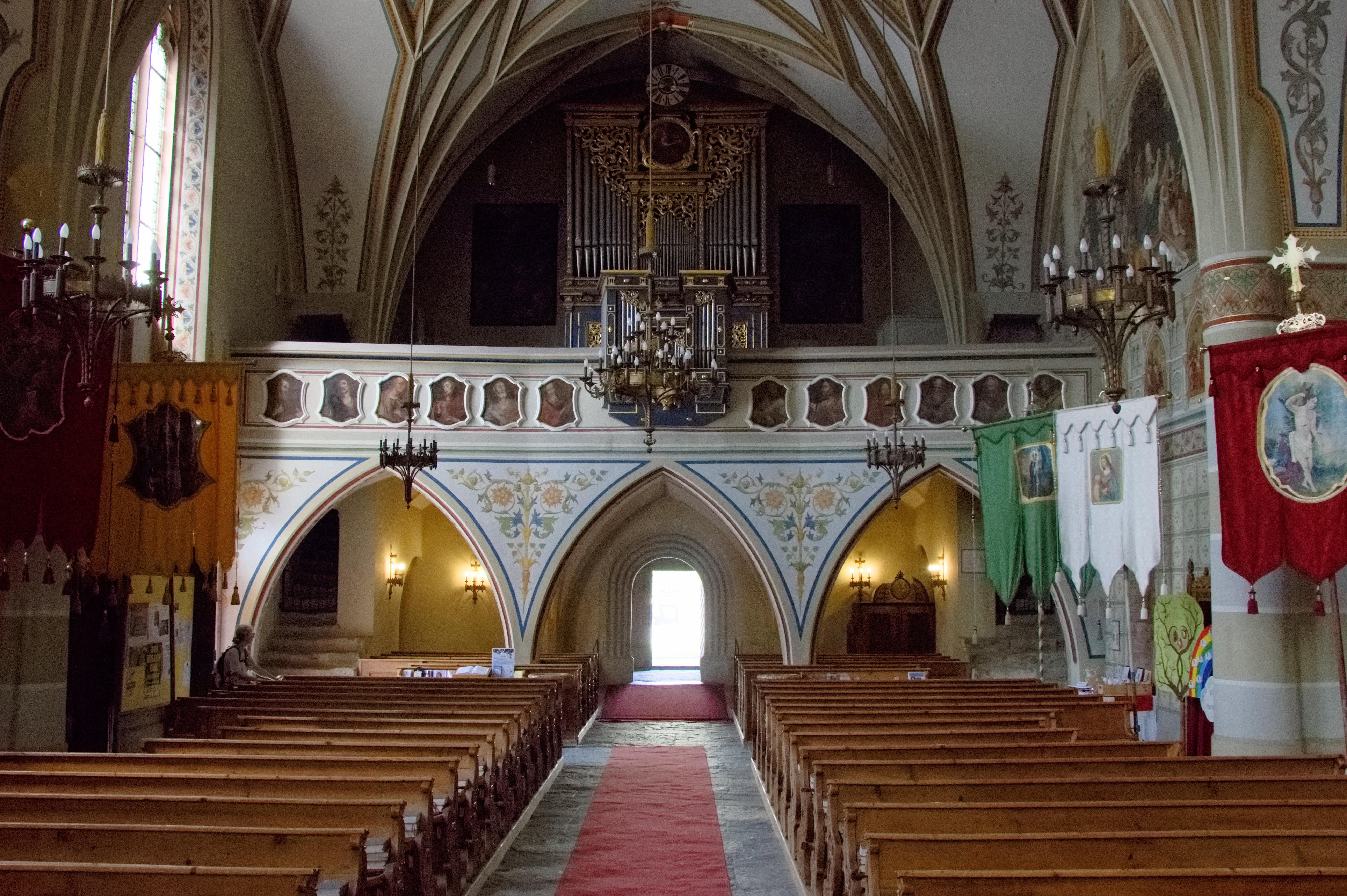
Blick zur Empore

Urkundlich wurde 963 eine Kirche genannt. Seit 1140 Pfarre für den Oberpinzgau. 1511 war eine Rekonziliation. Nach einer Barockisierung wurde die Kirche 1898 regotisiert. Der Außenbau und die Antonius- und Michaelskapelle wurden 1979/1980 restauriert.

## Architektur
Das einschiffige romanische Langhaus mit einem gotischen Chor und einem gotischen Westturm ist von einem Friedhof umgeben.
Das Kirchenäußere zeigt ein romanisches Langhaus aus der Mitte des 13. Jahrhunderts mit einer gotischen Aufmauerung im oberen Bereich. Südlich hat das Langhaus ein romanisches Portal aus der Mitte des 13. Jahrhunderts. Der gotische Chor besitzt einen polygonalen Schluss und durch Zubauten teils nicht sichtbare zweifach abgetreppte Strebepfeiler. Das Maßwerk der spitzbogigen Fenster in Langhaus und Chor entstand 1898. Der der Westfront vorgestellte gotische Turm hat Triforenfenster und trägt einen Spitzgiebelhelm von 1973, im Turmerdgeschoß gibt es ein abgefastes spitzbogiges Portal, die Rippen des ehemaligen Sterngewölbes wurden abgeschlagen.

## Einrichtung
Den Hochaltar aus Marmor entstand nach einem Entwurf von Wolfgang Hagenauer durch den Steinmetz Johann Högler. Er zeigt das Gnadenbild einer Figur Madonna mit Kind um 1470/1480 und trägt Figuren von Petrus Schmid um 1783, seitlich des Gnadenbildes die Heiligen Dominikus und Katharina von Siena, vor den Säulen die Heiligen Rupert und Virgil, über den Opfergangsportalen die Heiligen Josef und Leonhard, im Aufsatz Gottvater und Heiliger Geist. Der barocke Tabernakel wurde 1899 umgearbeitet. Zwischen dem Tabernakel und den Opfergangsportalen befinden sich je drei ovale spätbarocke Rahmen mit Bildern mit christologischen Szenen.
Die Orgel bauten Johann Christoph und Johann Ignaz Egedacher 1706 mit einem Rundbild hl. Cäcilia. Das Orgelwerk wurde mehrfach verändert, zuletzt 1963 von Dreher und Reinisch. Es gibt zwei Glocken von Gabriel Kopp 1541. Eine Glocke nennt Gregor Löffler mit Elias und Hans Christof 1563.

## Grabsteine
Es gibt mehrere Grabsteine aus dem 16. bis 18. Jahrhundert.

## Bilder

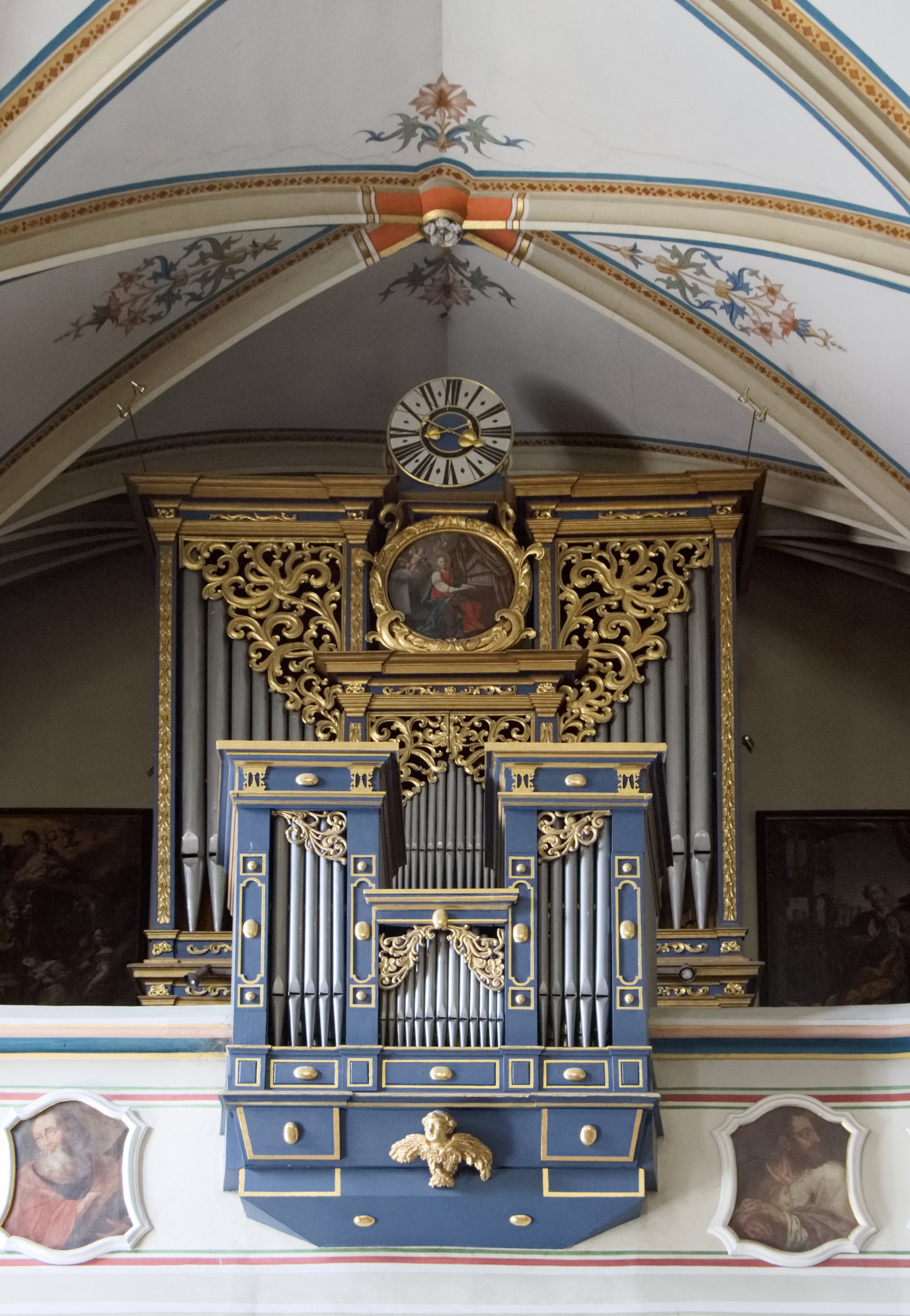
Orgelprospekt mit Rückpositiv
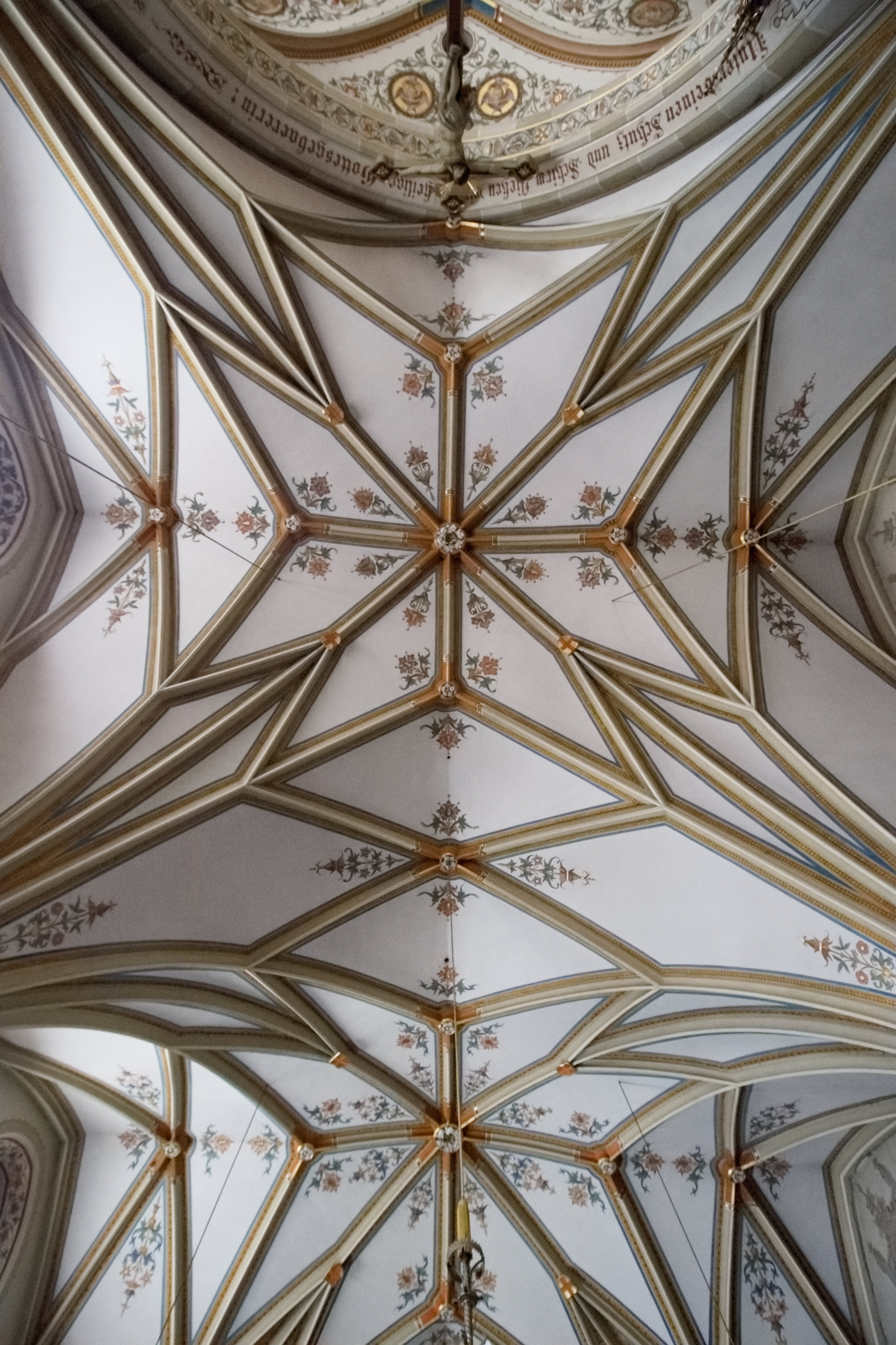
Decke
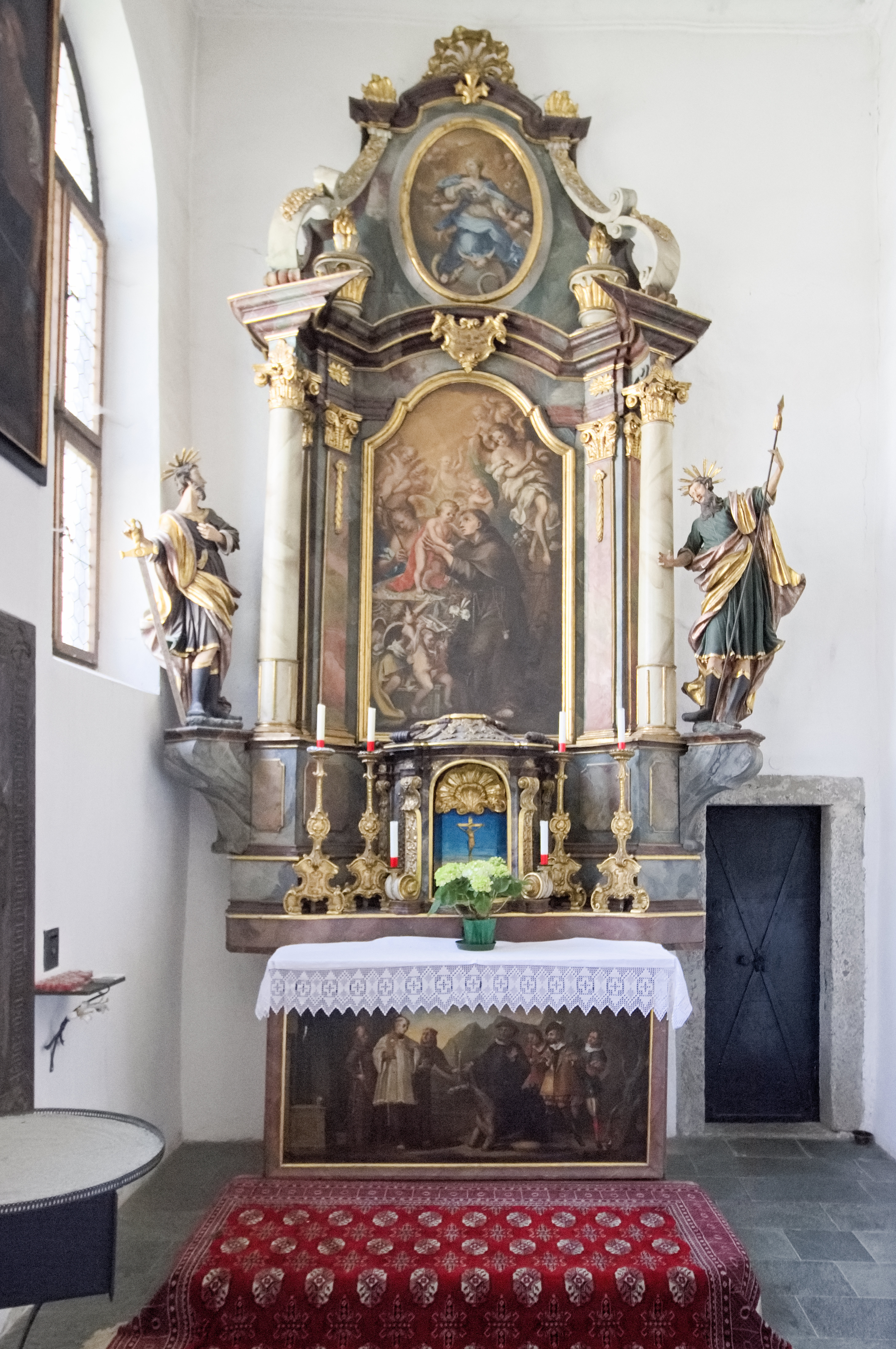
Altar der Antoniuskapelle
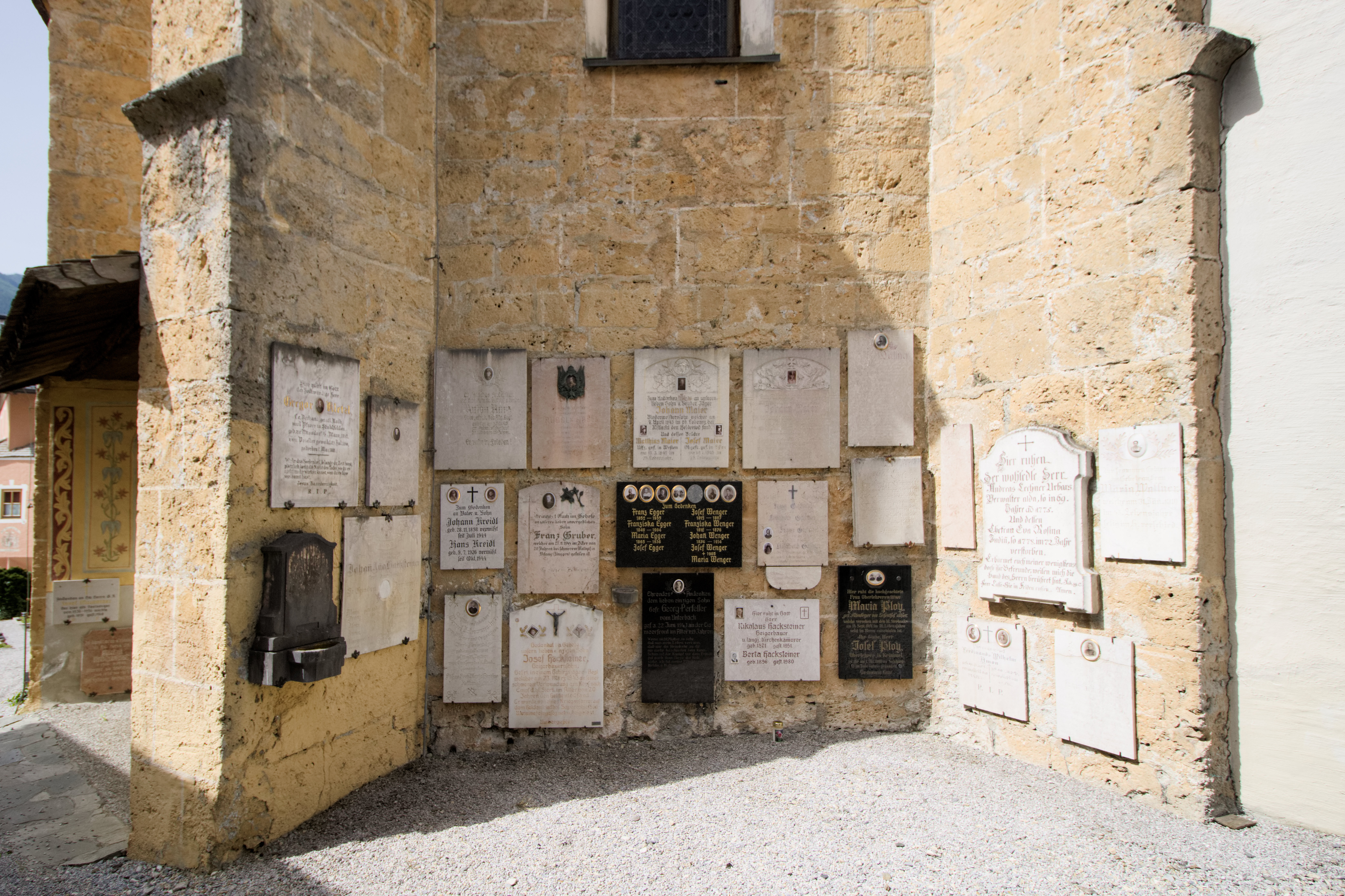
Grabmale